# Serge Koster
Pour les articles homonymes, voir Koster.
Serge Koster, né le 3 août 1940 dans le 4e arrondissement de Paris et mort le 12 janvier 2022 dans le 13e arrondissement de Paris, est professeur de lettres, critique littéraire et écrivain.

## Biographie

### Famille
Il est né dans une famille Juive. Ses parents ont fui la Pologne dans les années trente pour la Palestine avant de rejoindre la France. Il rencontre en 1960 Geneviève, celle qui sera son épouse. Il a une fille, Delphine, et trois petits-enfants. En 1970, son père meurt dans un accident de voiture : c'est le choc qui provoque l'écriture de son premier livre Le soleil ni la mort édité par Maurice Nadeau en 1975.

### Carrière
Après une enfance dans des pensionnats, il fait ses études aux lycées Lakanal et Louis-le-Grand, puis à la Sorbonne. Agrégé de grammaire, il enseigne le français au lycée Voltaire à Paris.
Il a longtemps été l'un des critiques de l'émission radiophonique Le Panorama de France Culture ainsi que du Monde et de La Quinzaine littéraire.
Depuis 2015 il fait partie du comité de rédaction de La Nouvelle Quinzaine littéraire où il signe des articles.

## Œuvre

### Romans, récits et nouvelles
- Le Soleil ni la mort, Denoël, 1975.
- Le Rêve du scribe, Denoël, 1976.
- Une histoire qui ne finira jamais, Flammarion, 1978.
- Les Langues de terre, Flammarion, 1980.
- L'Homme suivi, Flammarion, 1982.
- Le Voyage inachevé, Flammarion, 1983.
- Une femme de si près tenue, Flammarion, 1985.
- La Condition du passager, Flammarion, 1987.
- L'Amour voyageur, Seghers, 1990.
- Trou de mémoire, Critérion, 1991. Prix Wizo, 1991. Réédition, PUF, « Perspectives critiques », 2003.
- La Nuit passionnément, Patrice de Moncan, 1993.
- À celle qui écoute, Julliard, 1994.
- Noëlle, cadeau (nouvelle), La Musardine, 1998 (in Contes érotiques de Noël).
- La Tristesse du témoin, Verticales, 1999.
- J'ai dû heurter un astre. Triptyque amoureux, La Musardine, 2000.
- Le Commerce des corps, Éditions du Rocher, 2005.
- Ces choses qui blessent le cœur, Éditions Léo Scheer, 2007.

- Figures de style (en collaboration avec Jean-Jacques Morize). Editions Sydney Laurent , 2021.

### Essais
- Francis Ponge, Henri Veyrier, 1983[6].
- Michel Tournier, Henri Veyrier, 1986 (2e édition, Julliard, 1995 - 3e édition, Zulma, février 2005, revue et augmentée ). Grand prix de la critique du Pen Club, 2005.
- Racine, une passion française, PUF, « Perspectives critiques », 1998. Grand prix de l'essai de la Société des gens de lettres, 1998.
- Sérénité du dédain (Flaubert, Proust, Paul Léautaud), PUF, « Perspectives critiques », 2000.
- Pluie d’or. Pour une théorie liquide du plaisir, La Musardine, 2001.
- Adieu grammaire !  PUF « Perspective critique », 2001. Prix de la critique de l’Académie française, 2002.
- L’Aura de leur nom, PUF, « Perspectives critiques », 2003.
- « La vieillesse dans les textes », PUF, 2007 (in Fondation Eisai, Quand est-ce que je vieillis ?).
- Léautaud tel qu'en moi-même, Éditions Léo Scheer, 2010.
- Je ne mourrai pas tout entier, Éditions Léo Scheer, 2012.
- Les blondes flashantes d'Alfred Hitchcock, Éditions Léo Scheer, 2013. Traduction espagnole Las fascinantes rubias de Alfred Hitchcock de Manuel Arranz, Editorial Periférica, Cáceres 2015[7].
- Mes brouilles, Éditions Lėo Scheer, 2014.
- Montaigne sans rendez-vous[8], Éditions Lėo Scheer, 2015.
- Un été sans fin[3], Éditions Pierre-Guillaume de Roux, 2015.
- Tournier parti, Editions Pierre-Guillaume de Roux, 2019.

#### Préfaces
- Claude Roy un poète, Gallimard Jeunesse, 1980.
- Une nuit au Luxembourg par Remy de Gourmont, L'Arbre Vengeur, 2003.

#### Traductions
- Catulle ou l'invective sexuelle, La Musardine, 2002.
- Martial ou l'épigramme obscène, La Musardine, 2004.